# Erling Kristensen
Christen Erling Jensen Kristensen (født 9. juni 1893 på Holte Hede ved Brønderslev, død 25. juni 1961 i Rindsholm ved Viborg) var en dansk forfatter. Født på Holte Hede i Vendsyssel i en fattig landarbejderfamilie. Senere selvstændig cykelsmed. Han boede en overgang i Hr. Oves Gyde i Aalborg hvor der på den tid var et frugtbart kunstnermiljø med bl.a. malerne Hans Jørgen Korn og Knud Eel.
Kristensen flyttede senere til Rindsholm ved Vedsø syd for Viborg hvor han sammen med sin anden hustru, Alma byggede sit kunstnerhjem "Knolden" ved søen. "Knolden" blev et samlingssted for forfattere og kunstmalere, bl.a. forfatterne Nils Nielson og Jørgen Nielsen. E.K. modtog talrige legater og kom i 1933 på Finansloven sammen med Tom Kristensen og Hans Kirk. 
Erling Kristensen er i sit forfatterskab præget af sin fattige opvækst og der er i første del af forfatterskabet en generel pessimistisk tone, der i samtiden gjorde at E.K blev kaldt "bondehader". Erling Kristensen er gennem hele forfatterskabet præget af en umiddelbar glæde ved naturen.
Han er begravet på Viborg Kirkegård.

## Værker

### Romaner
- Støtten (1927)
- Byen mellem to Tårne (1928)
- Stodderkongen (1929)
- Ler (1930)
- Kværnen Maler (1932)
- Drejers Hotel (1934)
- Menneske mellem Mennesker (1936)
- Misvækst (1952)

### Novellesamlinger, digte mv.
- Noget for enhver Smag (1935)
- Omkring en Menneskerede (1947)
- Jagtminder (1949)
- Vendsysselrejsen (1950)
- I ledtog med Livet (1953)
- Mens vindrosen Blomstrede (1953)
- Den sidste Færge (1954)
- Vejen til tidernes Morgen (1956)(rejsebeskrivelse)
- Drøm og Drama (1958)
- Galgens Ret (1958)
- Græshoppemusik (1961)